# 沖田林太郎
沖田 林太郎（おきた りんたろう 文政9年2月22日（1826年3月30日）- 明治16年（1883年）2月13日）は、江戸時代末期（幕末）の新徴組隊士。妻は沖田みつ。弟（義弟か実弟かは不明）に櫛羅藩士（卒族）島田勝次郎。義弟に新選組隊士沖田総司。義妹に沖田キン。諱は房政、元常。

## 生涯
文政9年（1826年）、八王子千人同心の井上家に生まれる。近藤周助の門人となって天然理心流剣術を学び免許を得た。
弘化3年（1846年）、沖田みつと結婚して沖田家の家督を継ぐ。嘉永6年（1853年）、長男・芳次郎が生まれる。
文久3年（1863年）、浪士組に近藤勇、沖田総司とともに参加。三番組（小頭・新見錦）に属して京へ上る。浪士組の帰東に際して近藤ら天然理心流一門は京に残留するが、これに加わらず江戸へ帰る。後に浪士組は新徴組に改編されて庄内藩御預かりとなり、林太郎は組頭を務め江戸市中警護にあたった。慶応4年（1868年）、江戸幕府が消滅し庄内藩主・酒井忠篤は領国の出羽国庄内に戻ると、これに同行。明治5年（1872年）になって東京へ戻った。
明治16年（1883年）、死去。